# Porta do Sol (Tiauanaco)

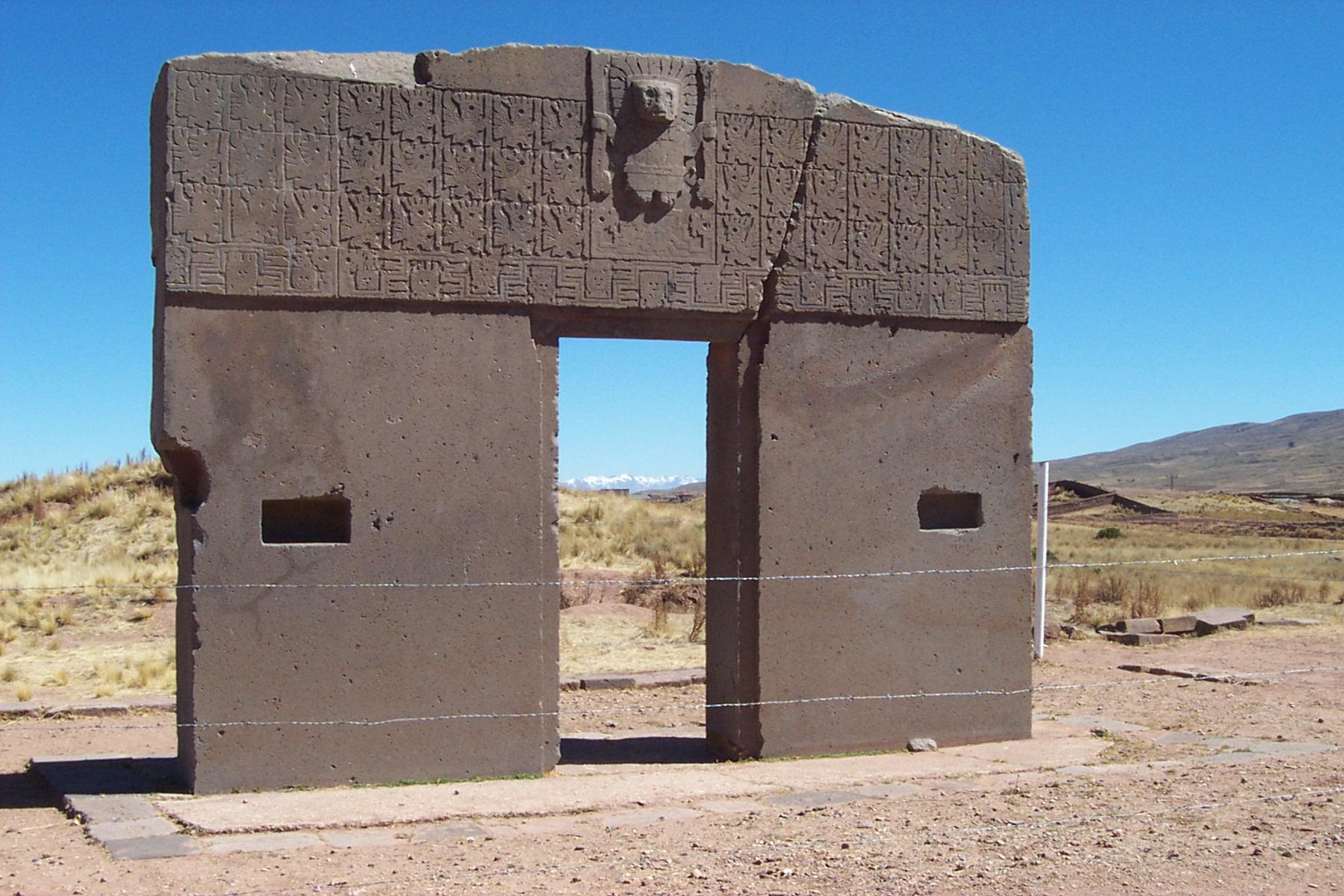
Porta do Sol em Tiauanaco (frente)

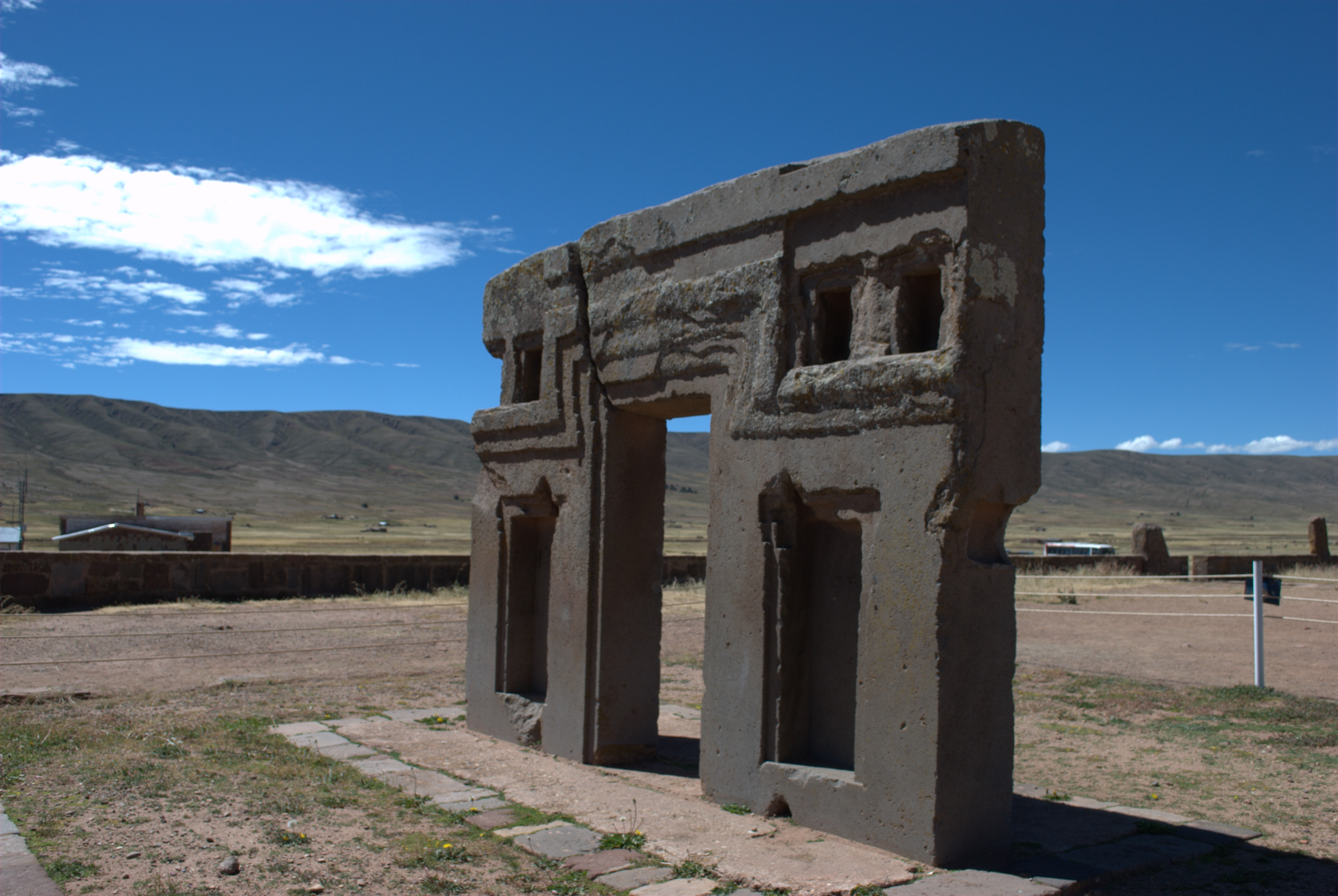
Vista posterior.

A Porta do Sol é um dos mais impressionantes monumentos pré-incaicos. Localizada em Tiauanaco, no território da atual Bolívia, é conhecida como um exemplo do alto grau de perfeição alcançada pela cultura pré-colombiana na América do Sul tanto por seu belo aspecto artístico como pela simbologia contida em seus baixos-relevos. Acha-se, no presente, em território ocupado pelos índios aimarás.

## Descrição
O belo portal trabalhado na rocha consiste num único e imponente bloco de andesita, pesando em torno de 10 a 13 toneladas, talhado para assumir o formato de uma porta.
Este monólito certamente não foi, no passado, uma peça isolada, mas sim parte de uma edificação maior, que poderia localizar-se sobre a Pirâmide de Akapana, no mesmo Kalasasaya, onde existem várias peças feitas no mesmo material desta porta.

### Dimensões
Possui 2 metros e 75 centímetros de altura, por 3 metros e 84 centímetros, com espessura de meio metro.

### Ornamentação
Seu friso é constituído por quatro faixas horizontais, ao centro das quais encontra-se a figura atribuída ao deus Viracocha, no centro em destaque e em tamanho maior.

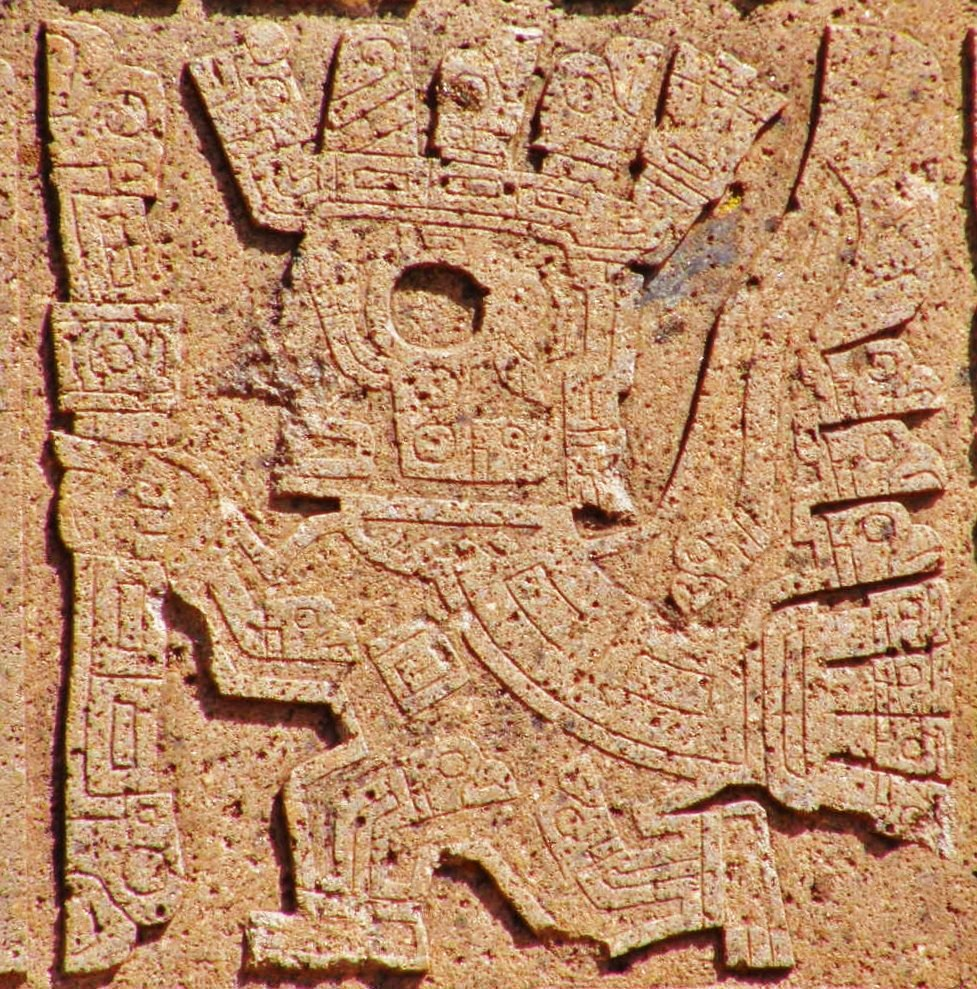
Detalhe de ornamentos
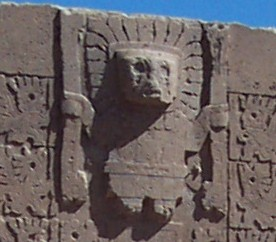
Figura central, possivelmente Viracocha
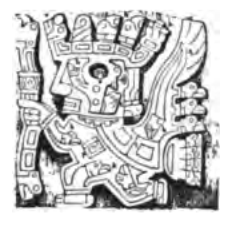
Figura da primeira e terceira fileiras
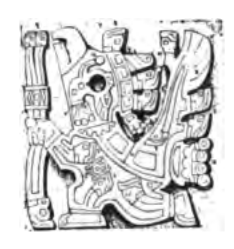
Figura da segunda fileira

## Origem e histórico

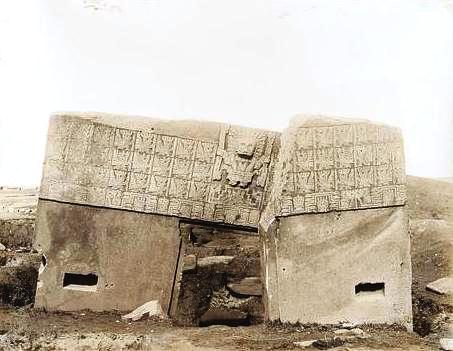
Fotografia do início do séc. XX.

Divergem os estudiosos acerca da datação deste monumento. Para Maurice Chatelain sua construção data de 27 mil anos atrás, apoiando-se em cálculos astronômicos. Já Rolf Müller, considerando a posição da porta, e comparando-a com as modificações orbitais e de inclinação do eixo da Terra, fazendo um comparativo entre o nascer do sol no passado com a atualidade, estima que esta data remonta a 9.500 anos; outro pesquisador data de 12 mil anos, todos usando concepções esotéricas.
Vestígios encontrados ao redor dão conta de que o apogeu da civilização que a construiu data, na verdade, do início da era Cristã; quando surgiu o Império Inca, em torno do século XII, o conjunto de Tiauanaco já se achava em ruínas; suas primeiras referências datam da colonização espanhola; derrubada e partida, foi reerguida no início da república boliviana e, novamente derrubada, foi novamente colocada na vertical no começo do século XX, de forma que não se sabe ao certo sua localização exata original uma vez que seu posicionamento atual próximo ao templo de Kalasasaya não tem fontes que a comprovem podendo ser, ao invés de uma porta, um monumento em si mesmo.